# 職業訓練指導員 (送配電科)
職業訓練指導員 (送配電科)（しょくぎょうくんれんしどういん そうはいでんか）は、職業訓練指導員免許のうちの1つ。厚生労働省管轄。

## 受験資格
職業訓練指導員免許の受験資格と試験免除を参照。
送配電科においては、第一種、第二種又は第三種電気主任技術者の保有者は実務経験不要。さらに第三種電気主任技術者以外は、「系基礎学科」、「専攻学科」の各試験が免除され、「指導方法」の学科試験と「実技」のみでよい。

## 試験科目

### 学科試験
1. 指導方法（職業訓練原理、教科指導法、訓練生の心理、生活指導及び職業訓練関係法規）
2. 関連学科
  1. 系基礎学科
    1. 電気理論（電気磁気学　直流及び交流理論）
    2. 電気機器（電気機器　電気材料）
    3. 電気製図（読図法）
    4. 計測工学（電気計測　測定及び試験）
    5. 安全衛生（安全管理　衛生管理）
    6. 関係法規（電気事業法　電気工事士法）

  2. 専攻学科
    1. 送配電工学（送配電理論　送配電設計　送配電設備　送配電工事）
    2. 工作法（接続法　架設法　敷設法　配線法）

### 実技試験
1. 送配電工事